# Yasumasa Morimura
Yasumasa Morimura (森村 泰昌, Morimura Yasumasa) (Osaka, 1951) és un artista japonès que basa les seves creacions en una anàlisi de l'apropiacionisme i de la pròpia identitat.

## Biografia
Va començar la seva formació a Osaka, fins que el 1975 va obtenir una beca per a la Universitat d'Arts de la Ciutat Kyoto, on va romandre estudiant disseny fins al 1978.
Des de les primeres creacions s'observa la base dualista de la seva obra (Orient davant Occident, el femení enfront del masculí, que és propi i allò que és estranger, el tradicional i el contemporani ...), així com l'eix determinant de tota ella: el concepte d'identitat.
A mitjans dels anys vuitanta va incorporar la fotografia a la seva obra.
Mitjançant la càmera, Morimura analitza els complexos intercanvis culturals entre Orient i Occident i denuncia la imposició cultural i econòmica d'Occident sobre el Japó. Així mateix, rebutja altres oposicions com predeterminades, posant en dubte la identitat sexual, cultural o nacional, denunciant una globalització desequilibrada i impositiva. Morimura ha estat englobat en el grup d'artistes dels setanta que van utilitzar la tècnica de l'apropiacionisme.
Mitjançant aquest procediment, l'artista s'apropia d'imatges clàssiques de l'art occidental per reinterpretar i recrear-donant-los una nova significació. D'aquesta manera, Morimura cosifica l'obra (gran influència d'autors com Marcel Duchamp o Andy Warhol), de la mateixa manera en què sent que el poble japonès ha estat cosificat per l'opressió occidental.
Tot i que desenvolupa la seva obra generalment en fotografies a color sobre teles o altres suports, també realitza àudio i vídeo-instal·lacions, i fins i tot col·labora en gires teatrals des de l'any 2000. No obstant això el seu treball sempre ha gaudit d'aspecte teatral: el mateix Morimura és l'actor de la seva obra.
Mitjançant un elaborat maquillatge i un agut narcisisme, es transforma en els personatges dels grans clàssics, donant una nova identitat a les grans obres canòniques.